# چنگ یوجیه
چنگ یوجیه (چینی ساده‌شده: 程玉洁; چینی سنتی: 程玉潔; پین‌یین: Chéng Yùjié؛ زادهٔ ۲۲ سپتامبر ۲۰۰۵) شناگر زن اهل چین است.
وی در مسابقات کشوری و بین‌المللی در مجموع برندهٔ ۴ مدال طلا، ۶ مدال برنز شده است.